# HD 70839
HD 70839，又名CP-57 1490，SAO 235917、HR 3293，是一颗恒星，视星等为5.97，位于銀經272.87，銀緯-11.91，其B1900.0坐标为赤經8h 18m 58.6s，赤緯-57° -11.91′ 14″。